# Hvid stork
Hvid stork (latin: Ciconia ciconia) eller almindelig stork er en fugl i familien af storke, der er udbredt i dele af Europa, Afrika og Asien. I Danmark var storken tidligere en almindelig ynglefugl, men er nu meget sjælden, med ti ynglepar i 2023. Den er regnet som kritisk truet på den danske rødliste 2019 (ikke truet globalt).
Dens længde er 95-110 cm og den har et vingefang på 183-217 cm langt. Den kan leve i op til 25 år.

## Karakteristik
Storkens kendetegn er dens sort-hvide fjerdragt og det store, røde næb og de lange, røde ben. Den har en længde på 95-110 cm og et vingespænd på 183-217 cm. Der er ingen umiddelbar forskel i udseendet på kønnene, men hannen er gerne lidt større end hunnen. Fjerdragten er overvejende hvid med undtagelse af de sorte svingfjer og skulderfjer. De unge fugle har mørk næbspids.
Fuglene har ingen decideret sang, men de klaprer derimod med deres næb. Dette sker oftest, når parret mødes ved deres rede.

## Udbredelse og taksonomi
Den hvide stork yngler i Europa, nordlige Afrika og vestlige Asien. Hovedparten af populationen er trækfugle, som typisk overvintrer i de tropiske områder af sydlige Afrika, Iran og Indien. Under trækket passerer de Middelhavet primært via Gibraltarstrædet og Suez-kanalen, samt de tilstødende områder. Regionalt er den forsvundet som ynglende fugl i Storbritannien, samt i Heilongjiang i Kina.
Arten deles op i to underarter:
- Ciconia ciconia ciconia – yngler i den vestlige del af palæarktiske zone samt vestlige Asien. Overvintrer i tropiske og sydlige Afrika.
- Ciconia ciconia asiatica (Severtsov 1873) – yngler i Turkestan. Overvintrer i Iran og Indien.

Historisk har Manchurerstorken (Ciconia boyciana) til tider været anset som en underart til den hvide stork, eksempelvis af Mayr & Cottrell 1979.
Verdensbestanden af den hvide stork er steget i de senere år, specielt i Europa. Efter Berlinmurens fald er større områder blevet braklagt, hvilket har givet storkene bedre livsbetingelser. I Polen steg bestanden fra omkring 30.000 par i 1984 til 40.900 par i 1994; og i Tyskland fra 3.371 par i 1984 til 4.063 par i 1994. Også i Spanien er tallet gået op.
I Libanon er krybskytteri udbredt, herunder massedrab på storke. Mens man i Polen har ønsket at sætte en stork ind i landets nationalvåben i stedet for den traditionelle ørn – som et symbol for demokratiet, der blev indført i Polen samtidig med, at landets storkebestand oplevede en fornyelse – praler libanesiske krybskytter af, hvor mange storke, de har nedlagt.

### I Danmark
Til Danmark kom den hvide stork først i middelalderen, da der ikke er gjort knoglefund fra længere tilbage. Derimod var den mere sky og skovlevende sorte stork tidligere almindelig i Danmark. I 1200-tallet gav det danske klima og agerbruget gode betingelser for den hvide stork, men en større indvandring var der næppe tale om før 1400-tallet, for i de gamle danske folkeviser, der stammer fra perioden mellem 1200 og 1400, omtales den hvide stork slet ikke. Den indgår sjældent i danske stednavne, hvoraf mange blev til i tidlig middelalder eller før. Det ældste skriftlige vidnesbyrd findes i en vise fra omkring 1460, hvor munken Ole Jacobsen i Næstved skriver om den hvide stork: "Menneskene vil jeg gerne være nær, og deres huse, dem har jeg kær". Den ældste omtale af storkereder, hvor beliggenheden omtales, er fra 1589. Biskop Jacob Madsen på Fyn beskrev i sin visitatsbog en storkerede på Langå Kirke og på Gudme Kirke. Biskoppen har også tegnet de to kirker med storkerederne på. I løbet af 1700-tallet blev storken en udbredt ynglefugl i Danmark, og i 1800-tallet kan den samlede bestand have været på 10.000 ynglepar. Men henimod slutningen af århundredet drænedes store vådområder til opdyrket land og enge med høslæt, og allerede i 1890 var ynglebestanden faldet til 4.000. I 1927 var kun 400 par tilbage. Bestanden steg så til 1.200 par i løbet af 1930'erne; men i 1952 taltes kun 222 ynglepar, faldende til 19 par i 1984 og kun to par i 1999. Den forsvandt helt som ynglefugl i 2008, men indvandrede igen et par år senere. Siden er antallet langsomt steget og i 2023 var der ti ynglepar. For at få flere storke tilbage til Danmark foreslås at genoprette ådale og lave paddevandhuller, da frøer og padder er storkens vigtigste føde. 

## Økologi
Inden trækket sydpå begynder, samler storkene sig i flokke, som kan være temmelig store. Under trækket udnytter fuglene varme, opadgående vinde (termik) til at svæveflyve og på den måde spare energi. Fordi der ikke er termik over vand, undgår de i stor udstrækning at passere større vandområder. Af samme årsag benytter de den kortest mulige rute over Middelhavet, nemlig den vestlige passage over Gibraltarstrædet eller den østlige passage over Suez-kanalen.

### Yngletiden
Storke kan opnå en alder af op til 39 år. De bygger reder i træer, på bygninger, høje pæle og master. I Danmark har rederne i nutiden overvejende været anbragt på pæle eller bygninger, hvor man har sat et gammelt vognhjul eller et andet underlag op for at tiltrække storkene. De foretrækker fugtige og vandrige områder. De fleste storke lever i livslange par, som dannes, når individerne er 3-4 år gamle. Sammen bygger parret reden, som ikke sjældent ligger i nærheden af mennesker.
Storkene parrer sig i april-maj, kort tid efter ankomsten til ynglepladsen. De bygger en platformslignende rede på tage, skorstene eller på stynede træer. Disse reder vender parret gerne tilbage til. Hunnen lægger sædvanligvis fire æg, men der kendes til eksempler på kuld på op til syv æg. Parret udruger i fællesskab æggene i løbet af cirka 29-34 døgn. Begge forældrefugle passer ungerne, som bliver flyvefærdige 58-64 dage efter udklækningen. Forældrene gylper føden op til ungerne, som ofte må kæmpe om den. De ældste og dermed største unger vinder kampen. Ungernes overlevelse er i fare i regn og kulde og i perioder med mangel på føde.

### Føde
Storken æder især mindre dyr som padder, slanger, fugleunger, gnavere og insekter.
I Afrika er føden i overvejende grad insekter, særligt græshopper.

## Storken i folketroen
Storken blev regnet som lykkebringende og hilst velkommen om foråret. Byggede den rede på ens tag, betød det lykke for husstanden og beskyttelse mod ildebrand. Den, der dræbte en stork, risikerede ifølge folketroen at tabe sin forstand, hans hånd ville visne væk, og ulykker ramme hans familie. At true eller jage en stork kunne gøre én både lam og pukkelrygget, eller man kunne miste sit liv. Bød man derimod årets første stork velkommen, slap man ifølge folketroen for tandpine resten af året. Man kunne give storken sin sygdom med på rejsen, hvis en klud gnedet mod det syge sted blev lagt op i dens rede. Storkens afføring opblandet med vin, vand eller svinefedt mentes at virke mod mange sygdomme.
En gang skød en mand en stork, som sad på Lille Fuglede kirketårn – han brækkede kort tid efter sit ben. Storken må man ikke slå ihjel, for så vil tordenen slå ned i huset. Storken skal engang have været en gejstlig person, derfor må man vogte sig vel for at dræbe den.

## Storken på tikronesedlen
I oktober 1952 kom en tikroneseddel i omløb med billede af H.C. Andersen og en storkerede i Asminderød. Sedler med dette motiv blev trykt frem til og med 1974.